# Воминське сільське поселення
Воми́нське сільське поселення (рос. Вомынское сельское поселение) — муніципальне утворення у складі Корткероського району Республіки Комі, Росія. Адміністративний центр — село Вомин.

## Населення
Населення — 486 осіб (2017, 531 у 2010, 700 у 2002, 660 у 1989).

## Склад
До складу поселення входять такі населені пункти:
| Населений пункт     | Населення, осіб (1989) | Населення, осіб (2002) | Населення, осіб (2010) |
| ------------------- | ---------------------- | ---------------------- | ---------------------- |
| Вомин, село         | 573                    | 618                    | 470                    |
| Якушевськ, присілок | 87                     | 82                     | 61                     |